# Hyperledger
Hyperledger – to wspólny projekt open source stworzony w celu ulepszenia międzybranżowych technologii blockchain. Jest to globalna współpraca prowadzona przez The Linux Foundation, obejmująca liderów w dziedzinie finansów, bankowości, IoT, łańcucha dostaw, produkcji i technologii. Podobnie jak Linux Foundation, Hyperledger ma modułowe podejście do hostingu projektów. Hyperledger jest gospodarzem rozwijającym projekty biznesowe typu blockchain od Hyperledger Labs do stabilnego kodu gotowego do produkcji.

## Przykłady platform (z ang.frameworks)

### Hyperledger Aries
Hyperledger Aries (typ: biblioteka) – zapewnia współdzielony, wielokrotnego użytku, zestaw narzędzi przeznaczony do inicjatyw i rozwiązań skoncentrowanych na tworzeniu, przesyłaniu i przechowywaniu weryfikowalnych poświadczeń cyfrowych. Jest to infrastruktura dla opartych na blockchainie interakcji peer-to-peer.

### Hyperledger Avalon
Hyperledger Avalon (typ: narzędzie) – Ma na celu umożliwienie bezpiecznego przenoszenia przetwarzania blockchain z głównego łańcucha do dedykowanych zasobów obliczeniowych. Avalon został zaprojektowany, aby pomóc programistom czerpać korzyści z zaufania obliczeniowego i łagodzić jego wady.

### Hyperledger Caliper
Hyperledger Caliper (typ: narzędzie) – Hyperledger Caliper to narzędzie blockchain, które pozwala użytkownikom mierzyć wydajność implementacji blockchain za pomocą zestawu predefiniowanych przypadków użycia.

### Hyperledger Explorer
Hyperledger Explorer (typ: narzędzie) – to przyjazne dla użytkownika narzędzie Webowe służące do przeglądania, wywoływania, wdrażania lub transakcji i powiązanych danych, informacji o sieci (nazwa, status, lista węzłów), rodzin transakcji.

### Hyperledger Sawtooth
Hyperledger Sawtooth (typ: rejestr) – oferuje elastyczną i modułową architekturę, która oddziela system podstawowy od domeny aplikacji. Dzięki temu inteligentne kontrakty mogą określać reguły biznesowe dla aplikacji bez konieczności znajomości podstawowej konstrukcji systemu.

### Hyperledger Ursa
Hyperledger Ursa (typ: biblioteka) – Hyperledger Ursa to współdzielona biblioteka kryptograficzna, która umożliwia implementacje w celu powielania innych prac kryptograficznych oraz miejmy nadzieję zwiększyć bezpieczeństwo procesu.

## Profil działalności
1. Tworzenie rozwiązań open source, klasy korporacyjnej opartych o blockchainowe frameworki, w celu wspierania procesów biznesowych.
2. Zapewnienie neutralnej, otwartej i opartej na społeczności infrastrukturę, wspieraną przez nadzór techniczny i biznesowy.
3. Tworzenie społeczności technicznej w celu opracowywania technologii blockchain i wspólnych przypadków użycia, wdrożeń.
4. Informowanie o możliwościach rynkowych jakimi dysponuje technologia Blockchain.